# Maalbekermolen
De Maalbekermolen is een verdwenen watermolen in het Venlose stadsdeel Belfeld.
De molen en hoeve worden voor het eerst genoemd in een overdrachtsoorkonde uit 1418. De huidige, uit 1766 stammende hoeve kenmerkt zich door een hallenhuis met aan de voorzijde een losse topgevel, voorzien van vlechtingen. De hoeve is in die tijd verbouwd tot langgevelboerderij. In de middenvoorgevel bevindt zich een ontlastingsboog; aan de achterzijde een gebroken top.
Tot het einde van de 20e eeuw is de overgebleven boerderij in gebruik geweest als café. De watermolen zelf werd in 1883 gesloopt. De boerderij is momenteel in gebruik als woonboerderij.